# Pseudemys alabamensis
Pseudemys alabamensis is een schildpad uit de familie moerasschildpadden (Emydidae). De soort werd voor het eerst wetenschappelijk beschreven door Georg Baur in 1893. Later werd de wetenschappelijke naam Chrysemys rubriventris gebruikt.

## Uiterlijke kenmerken
De schildkleur is bruin tot groen, het schild is gewelfd en bereikt een maximale grootte van 33 centimeter. Het buikschild is roodachtig geel, soms met vlekjes. Met name jongere dieren hebben een knalrode buik. De huid van kop en poten is groen tot zwart met gele lengtestrepen. De kop heeft geen uit-stekende snuitpunt zoals verwante soorten. Een typisch kenmerk is het tand-achtige uitsteeksel aan iedere mondhoek. De vrouwtjes worden groter dan de mannetjes en hebben ook een boller rugschild. De mannetjes hebben zeer lange nagels aan de voorpoten en een langere en dikkere staart.

## Algemeen
De is endemisch in de Verenigde Staten en komt alleen nog voor in de staat Alabama in de omgeving van de stad Mobile (Alabama). De schildpad is verkozen tot 'staatsreptiel'. De habitat bestaat uit moerassen en afgedamde meren tot rivieren in zoetwater tot licht brakwater met veel waterplanten. Deze soort is waarschijnlijk herbivoor, in gevangenschap gehouden exemplaren nemen naast sla echter ook vis aan. Vanwege het kleine verspreidingsgebied en bedreigingen als predatie en watervervuiling wordt de soort beschouwd als bedreigd. Belangrijke vijanden van de schildpad zijn alligators, de eieren worden opgegraven door verschillende vogels.